# Lac Bourdel
Der Lac Bourdel ist ein See in der kanadischen Provinz Québec, in der Region Nunavik in Nord-du-Québec.

## Lage
Der 139 km² große See liegt ungefähr 135 km östlich der Hudson Bay. Er hat eine Länge von 34 km und eine Breite von 11 km. Sein Abfluss mündet 25 km östlich des Sees in die Lacs des Loups Marins, welche vom Fluss Rivière Nastapoka entwässert werden.

## Etymologie
Die Cree nennen den Lac Bourdel „Achikunipis“, was so viel bedeutet wie „kleiner Seehunde-See“.

## Seefauna
Der See beherbergt zusammen mit benachbarten Seen eine Population von Ungava-Seehunden (Phoca vitulina mellonae).